# Erskine Childers
Robert Erskine Childers (25. června 1870 Londýn – 24. listopadu 1922 Dublin) byl irský spisovatel narozený v Anglii, který se proslavil především knihou The Riddle of the Sands (1903), jež byla průkopnickým dílem v oblasti špionážní dobrodružné literatury. Kniha se dostala do výběru sta největších románů všech dob deníku Guardian, stejně jako sta nejlepších detektivních románů všech dob britské asociace autorů detektivních románů (Crime Writers' Association). Childers také zasáhl do politiky. Začínal jako zapálený unionista (podporovatel jednoty Irska a Anglie), později se však stal zastáncem irské samostatnosti a republikánství. Podporoval republikánské hnutí tím, že pašoval zbraně do Irska na své plachetnici Asgard. V letech 1921–1922 byl poslancem irského parlamentu za stranu Sinn Féin. Byl popraven úřady rodícího se Irského svobodného státu během irské občanské války, když odmítl anglo-irskou dohodu. Jeho otec Robert Caesar Childers byl významným orientalistou, jeho bratranec Hugh Childers britským politikem a mnohonásobným ministrem, jeho syn Erskine Hamilton Childers se stal prezidentem Irska.